# Cathédrale de La Laguna
La cathédrale de Notre-Dame des Remèdes (Catedral de Nuestra Señora de los Remedios en espagnol), également connue sous le nom cathédrale de La Laguna (Catedral de La Laguna en espagnol) est la cathédrale catholique de l'île de Tenerife, avec une belle façade néoclassique.
Elle est située dans la ville de San Cristóbal de La Laguna et constitue l'un des temples les plus importants des îles Canaries. Elle abrite le diocèse de Tenerife et donc, le siège épiscopal de l'évêque de ce diocèse, actuellement occupé par l'évêque Eloy Alberto Santiago. C'est dans cette église que reposent les restes d'Alonso Fernandez de Lugo, conquérant de l'île et fondateur de la ville de La Laguna, ainsi que de la capitale, Santa Cruz de Tenerife.
La cathédrale est située dans la vieille ville historique de La Laguna, déclaré site du patrimoine mondial en 1999 par l'Unesco.

## Histoire

### Temples primitifs
En 1511, une chapelle a été construite sur le site du bâtiment actuel (Plaza de Fray Albino). Elle fut bâtie sur ordre du conquérant de l'île, Alonso Fernández de Lugo. Certains indices permettent de penser qu'elle se trouve sur le site d'une nécropole guanche, le peuple autochtone de l'île. La vallée de Aguere (sur laquelle la ville s'étend aujourd'hui) et surtout le grand lac qui s'y trouvait, est connue pour avoir été un lieu de pèlerinage pour les aborigènes de l'île.
Cette chapelle primitive a été dédiée à la Vierge Marie, dont la fête est célébrée chaque 18 décembre.
La chapelle a été remplacée en 1515 par une église plus grande, dédiée à Notre-Dame des Remèdes (es), dont la tour de style mudéjar fut construite plus tardivement, en 1618. Le 21 avril 1515, l'édifice a été promu « église paroissiale » et dédié à "Santa María de los Remedios", célébrée le jour de la fête de la Nativité de la Vierge Marie, soit le 8 septembre.
Cette même année, le Portugais Miguel Alonso construisit le chœur, la voûte principale, l'autel, le tabernacle, la porte de la sacristie et les arches du corps de l'église.
Le 7 avril 1534, Saint José de Anchieta a été baptisé dans cette église. Anchieta est né dans la ville de La Laguna, est devenu un missionnaire et, plus tard, le fondateur de la ville de Sao Paulo et l'un des fondateurs de Rio de Janeiro, au Brésil. La cathédrale est en particulier le sanctuaire diocésain du saint dans les îles Canaries.
En 1752, un nouvel aménagement est fait et les sacristies des chapelles principales sont élargies par des loges spacieuses pour abriter l'image de Notre-Dame des Remèdes. Don Domingo de la Guerra, qui a dirigé l'opération et fut fait par la suite Marquis de San Andrés, agrandit également le chœur, dans l'espoir que l'église deviendrait un jour cathédrale de l'île de Tenerife.

### Cathédrale

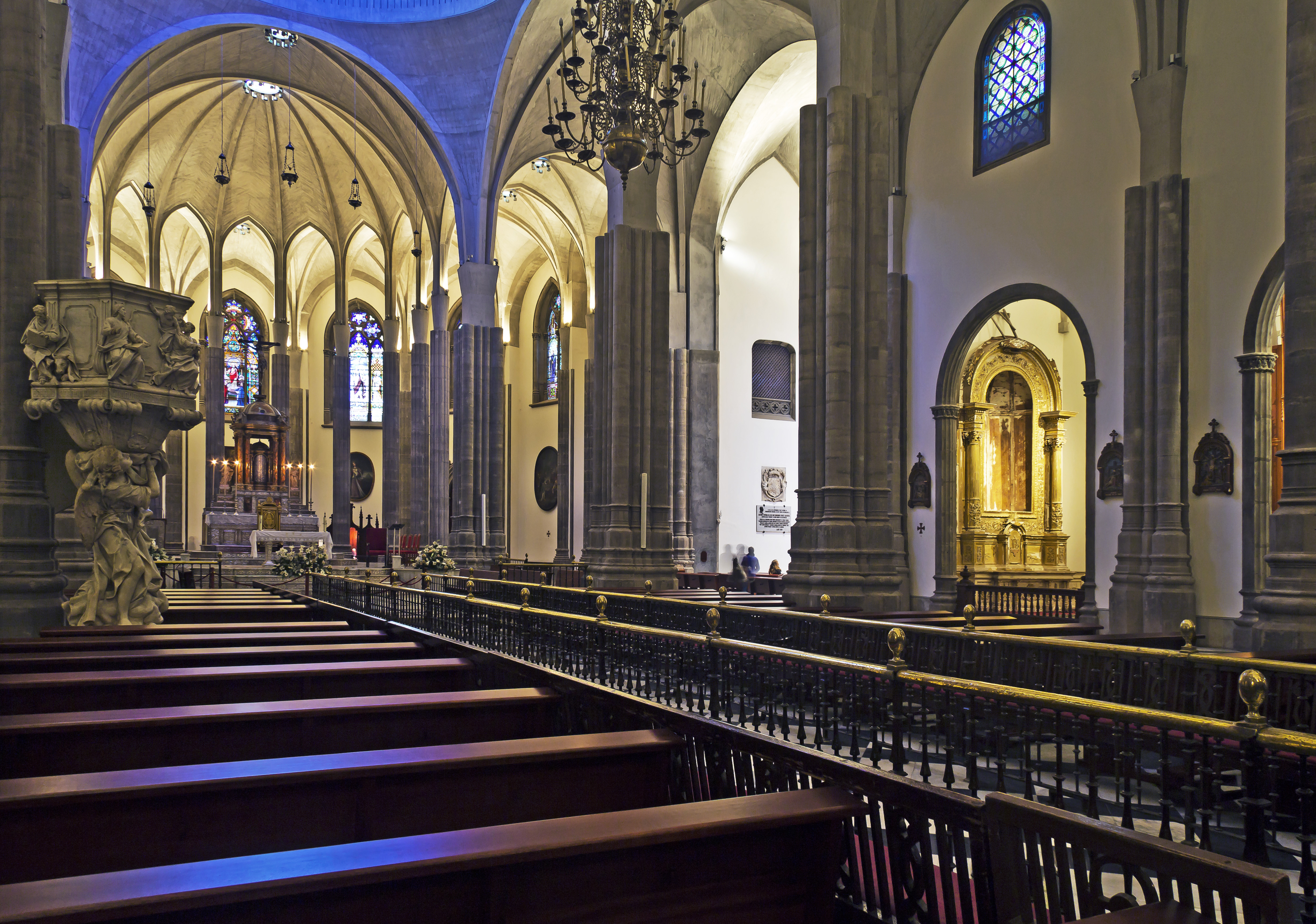
Intérieur de la cathédrale, dans le fond de l'autel maître.

Dès 1515, lorsque l'ancienne chapelle devint siège d'une paroisse, il y eut des tentatives pour lui donner le titre de cathédrale, collégiale ou cathédrale auxiliaire dépendante de la cathédrale de Santa Ana de Las Palmas de Gran Canaria, lancées par certains membres du chapitre de la cathédrale résidant dans l'Église de Notre-Dame des Remèdes de La Laguna. Ces demandes initiales n'ont pas abouti.
En 1783, pendant le siècle des Lumières (la ville de La Laguna était le centre de ce mouvement aux îles Canaries), une nouvelle requête fut entreprise pour la création d'un diocèse situé dans l'église de Notre-Dame des Remèdes, mais cette demande a été reçue avec beaucoup de suspicion par les membres du chapitre de la cathédrale et l'évêque de Grande Canarie qui s'y opposaient.
Enfin, le 1er février 1819, une bulle papale approuva la division du diocèse de îles Canaries en deux diocèses distincts. L'église est devenue une cathédrale en 1819 par une bulle du pape Pie VII, lorsque le nouveau diocèse de San Cristóbal de La Laguna fut créé. Le diocèse est aussi appelé diocèse de Tenerife, puisque la ville de La Laguna se trouve sur cette île.
Le prêtre Cristóbal Bencomo y Rodríguez, confesseur du roi Ferdinand VII d'Espagne et archevêque d'Héraclée joua un rôle important dans l'obtention du titre de cathédrale et dans la création du diocèse. Sa tombe se trouve maintenant dans le presbytère de la cathédrale de La Laguna, à côté de l'épître.
À cette époque, la capitale de l'île était la ville de San Cristóbal de La Laguna ; C'est la raison pour laquelle la cathédrale s'y trouve et non dans la capitale actuelle de l'île, Santa Cruz de Tenerife. Le siège diocésain s'y trouve toujours. Le 5 octobre 1983, la cathédrale de La Laguna a été déclarée monument historique et artistique national.
Pendant le temps de la suppression de l'Évêché de Tenerife (1851-1875) à la suite du Concordat de 1851, la cathédrale de La Laguna a perdu son titre, devant simple collégiale et par là même, la seule église collégiale qu'il y eût jamais dans les Canaries. Avec la restauration du diocèse en 1875, l'église a retrouvé son statut de cathédrale avec tous les privilèges ecclésiastiques dont elle jouissait auparavant.
La cathédrale est aussi une paroisse et un sanctuaire marial (Notre-Dame des Remèdes étant la patronne du diocèse). À l'heure actuelle, le Saint-Siège étudie sa désignation en tant que basilique mineure.

### Restauration 2002-2014
La cathédrale a été fermée en 2002, pour effectuer un processus de restauration de grande envergure, qui a pris fin en 2014. Pendant ce temps, le siège de la cathédrale a été provisoirement transféré à l'église de la Concepción dans la même ville. Au cours de cette restauration on dut refaire complètement le toit et la coupole principale de la cathédrale, en raison des dommages. Ces éléments ont été construits avec un nouveau matériau, des fibres de polypropylène, ce qui fit de ce bâtiment un pionnier dans le monde pour l'utilisation de ces matériaux. Cent ans plus tôt, la cathédrale avait été l'un des premiers bâtiments en Espagne à être construit avec du béton.

## Architecture
La façade néoclassique date de 1820, tandis que la structure actuelle de la cathédrale a été construite entre 1904 et 1915 dans le style néogothique. La façade a été inspirée par la cathédrale de Pampelune (Navarre).
La cathédrale possède trois grandes nefs et un déambulatoire (disposition unique dans les îles Canaries) entourant l'autel. L'autel est dominé par de grands vitraux verticaux. Ces éléments donnent à l'intérieur de la cathédrale un aspect typiquement "Europe médiévale".
Le grand dôme de la cathédrale, visible depuis de nombreux endroits de la ville, est couronné par une grande croix en béton. Il mesure 41,5 mètres de hauteur, ce qui en fait le point culminant de la ville historique. Les voûtes sont surmontées de petites jours qui laissent entrer la lumière naturelle. Le dôme est recouvert de plaques de cuivre, imitant les cathédrales d'Europe du Nord et centrale.

## Œuvres

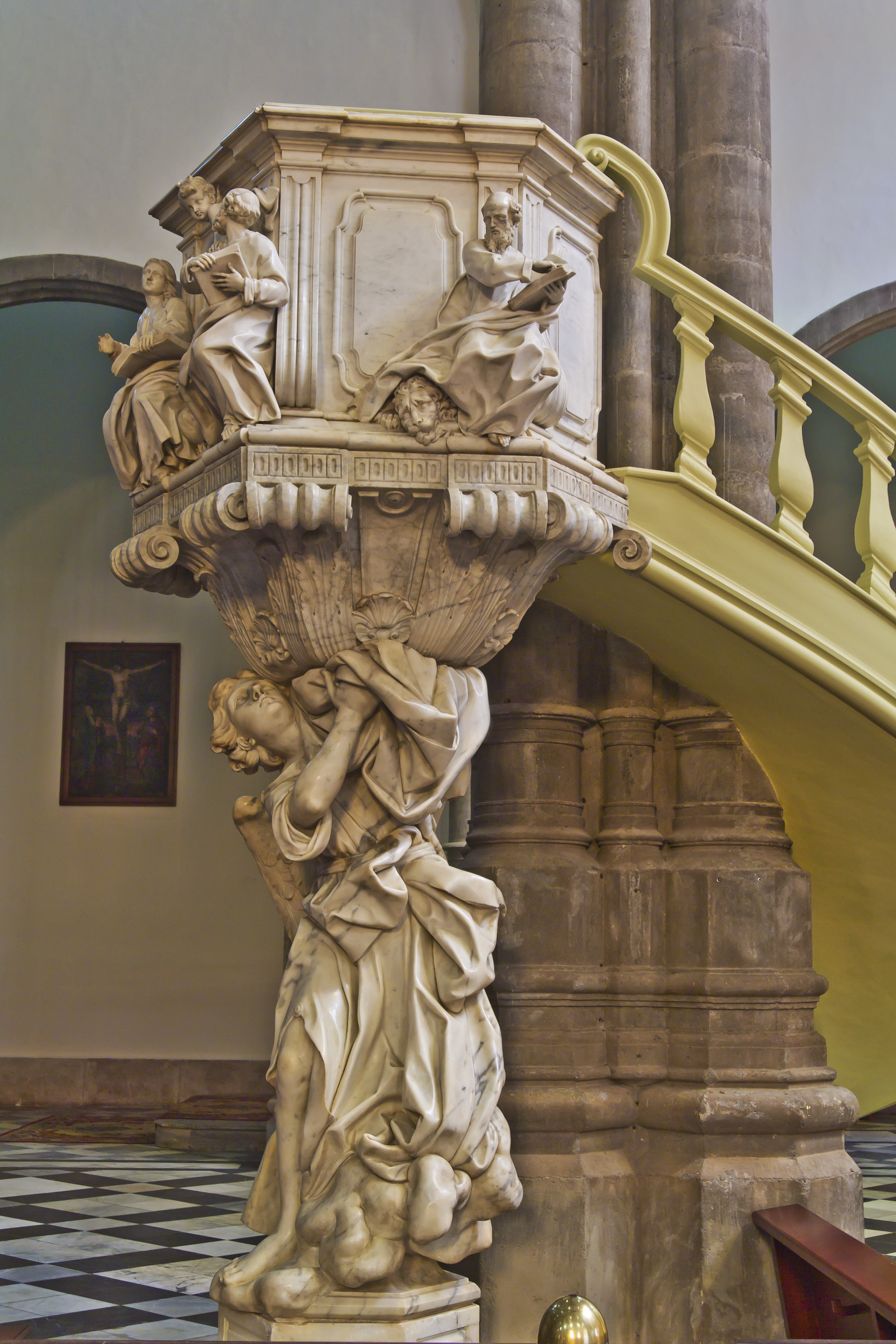
Chaire, considéré comme le meilleur travail artistique réalisé en marbre des îles Canaries.

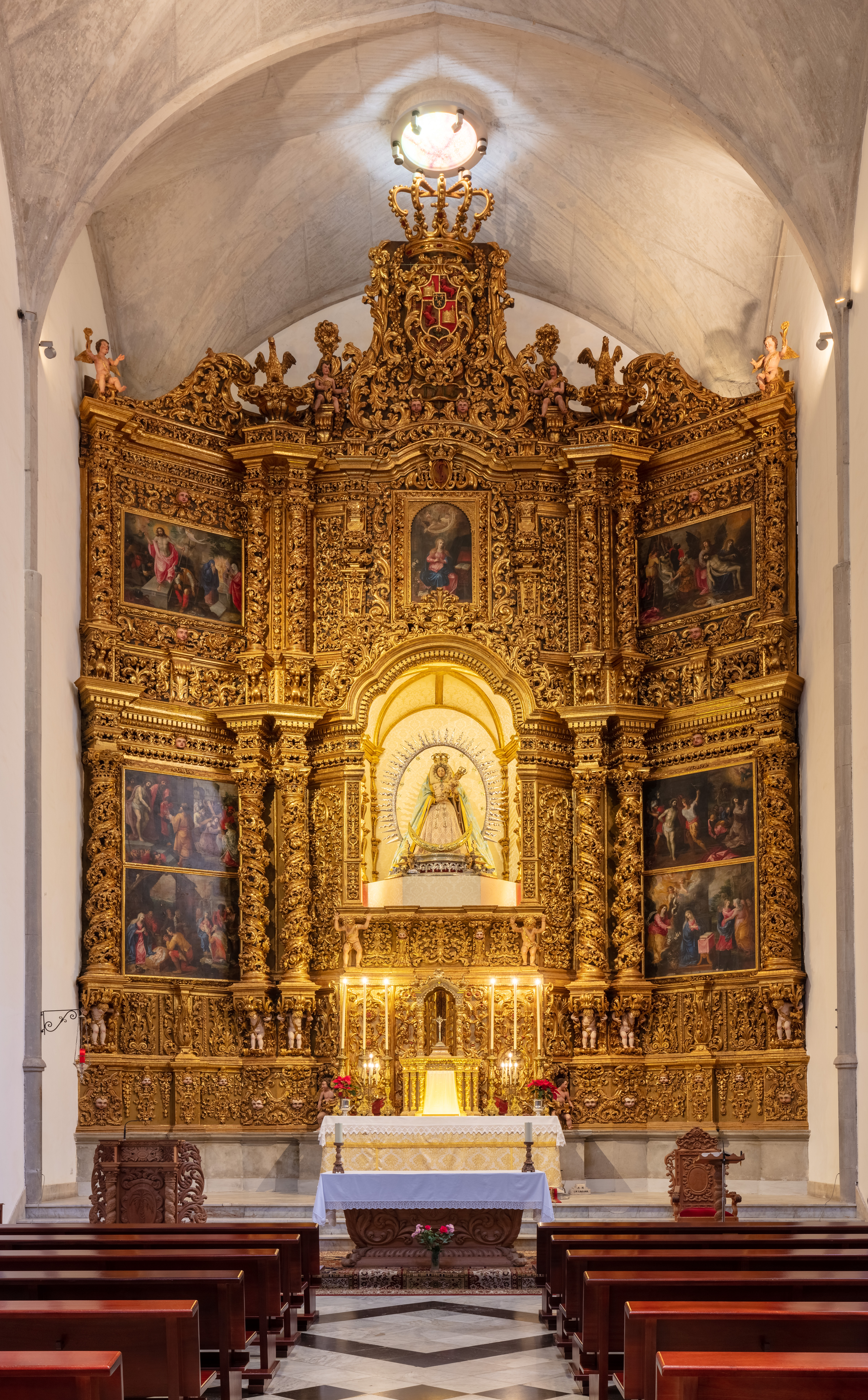
Le retable de la cathédrale.

À l'intérieur, se trouve une chaire en marbre de Carrare, sculptée par Pasquale Bocciardo. En outre, on y trouve de précieuses œuvres de Cristóbal Hernández de Quintana, Luján Pérez et Fernando Estévez.
Sur le tabernacle en marbre de l'autel principal de la cathédrale se trouve l'image anonyme du Christ des Remèdes du XVIe siècle, qui est considéré comme un « jumeau » du Cristo de La Laguna, par la ressemblance des deux images entre elles. La cathédrale abrite également une grande toile sur le thème des âmes du Purgatoire par le peintre Cristóbal Hernández de Quintana, et une peinture de la Dernière Cène, un travail de Juan de Miranda. Dans la chapelle de la Conception est située la statue précieuse de Notre-Dame de Lumière, sculpture attribuée au sculpteur flamand Roque Balduque.
Le retable de Notre-Dame des Remèdes, dans une chapelle du transept, est l'un des grands trésors de l'église. C'est le plus grand retable des îles Canaries. Son style baroque de la première moitié du XVIIIe siècle contient une série de sept tableaux peints attribué à Hendrick van Balen. L'image de Notre-Dame des Remèdes, ornée de riches robes, se trouve dans la niche centrale. Le retable est situé dans un trône d'argent spectaculaire, avec un soleil dans le même matériau et un croissant d'or à ses pieds.
La cathédrale possède neuf chapelles, chacune avec un autel et des images religieuses de grande valeur. À l'intérieur de la cathédrale sont conservées les reliques des martyrs : saint Aurelio de Córdoba, saint Faustino, saint Venusto et saint Amado de Nusco, plus un morceau du manteau du roi saint Fernando et un os de Jacques le Mineur. Mais les plus importantes reliques de la cathédrale sont les deux saints dans les îles Canaries, saint Pedro de San José Betancur et saint José de Anchieta, tous deux nés à Tenerife.
Le trésor de la cathédrale de La Laguna couvre une période allant du XVIe siècle à nos jours, la plupart des pièces étant des XVIIe et XVIIIe siècles. Ce trésor de la cathédrale est constitué de l'ensemble des pièces d'orfèvrerie des îles Canaries, dont deux chandeliers en argent qui sont les plus grands d'Espagne, parmi beaucoup d'autres pièces. En plus du trésor, ils comprennent des sculptures religieuses, costumes et manteaux, des ornements, des peintures, etc.

## Actes
On célèbre dans la cathédrale les fêtes religieuses, mais également les grands événements. Pendant la Semaine sainte de la ville, la cathédrale devient le centre de la dévotion populaire de la ville de La Laguna, les différentes guildes dans toute la ville affluant vers la cathédrale dans un esprit de pénitence en portant les statues de leurs saints respectifs (Pasos). Parmi ces statues dites pasos, se trouve l'image du Christ de La Laguna, l'une des plus vénérées des îles Canaries, qui, tous les Vendredis saints est déplacée dans la cathédrale, avant d'être emmenée à nouveau pour la Grande Procession (Procesión Magna).
L'image du Christ revient dans la cathédrale pour les fêtes qui lui sont consacrées en septembre, où il demeure cette fois pendant cinq jours (le Solemne Quinario du 9 au 14 septembre). Pendant ce temps, toujours en septembre a lieu la fête de Notre-Dame des Remèdes, patronne de la cathédrale et du diocèse de Tenerife, dont le jour principal est le 8 septembre et dont l'événement principal est la procession de la Vierge à travers les rues de la ville. Tous les 2 février a lieu la procession des Chandelles (Procesión de Las Candelas) durant laquelle est promenée l'image de Notre-Dame de Candelaria vénérée dans la cathédrale. Parmi les autres événements religieux importants se trouvent la fête patronale de la ville, dédiée à saint Christophe de Lycie (à La Laguna le 27 juillet), la procession du Corps du Christ (dimanche après la fête de la Sainte Trinité) et la fête de saint José de Anchieta, tous les 9 juin, entre autres.

## Galerie

Perspectives intérieures dans la cathédrale
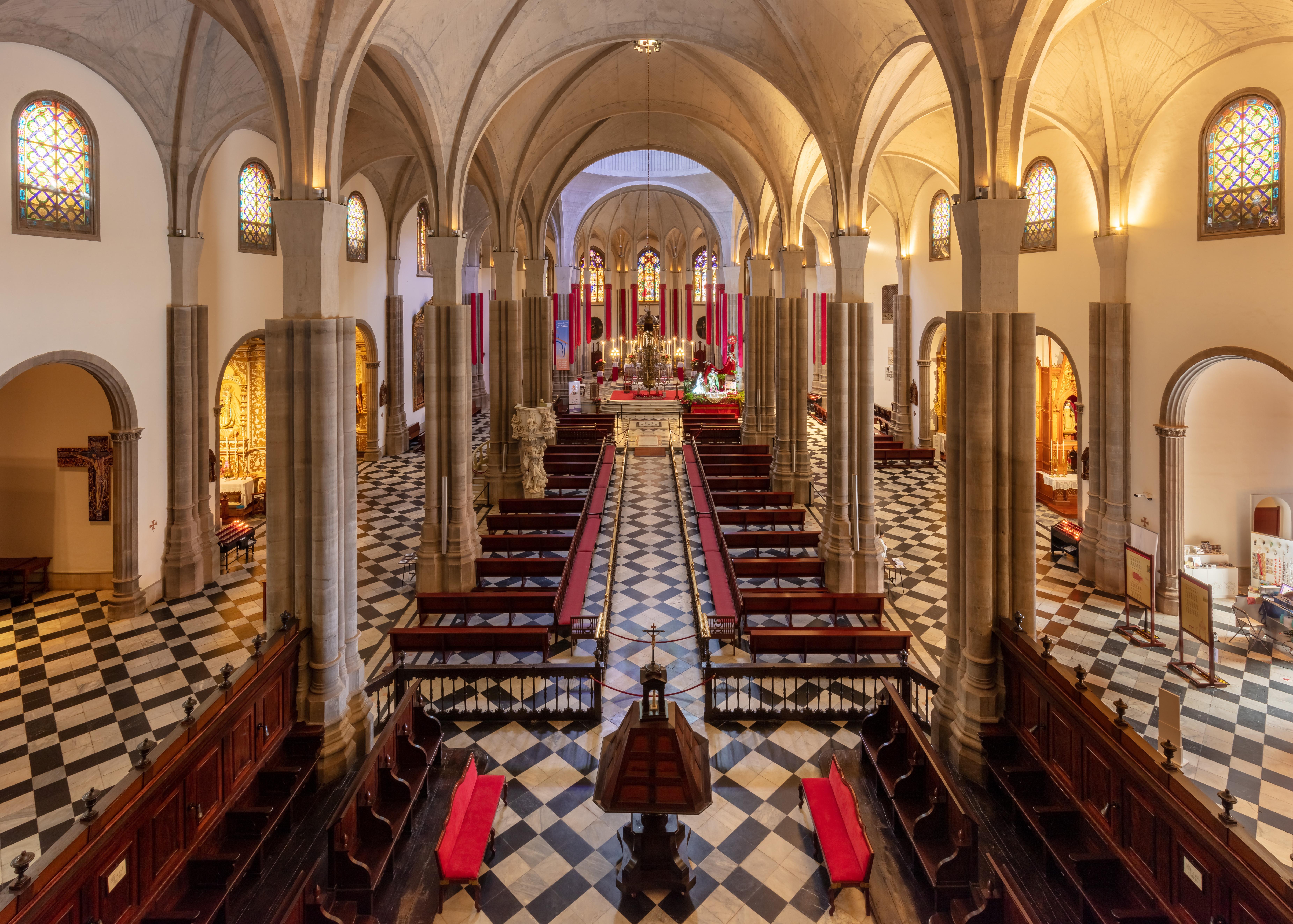
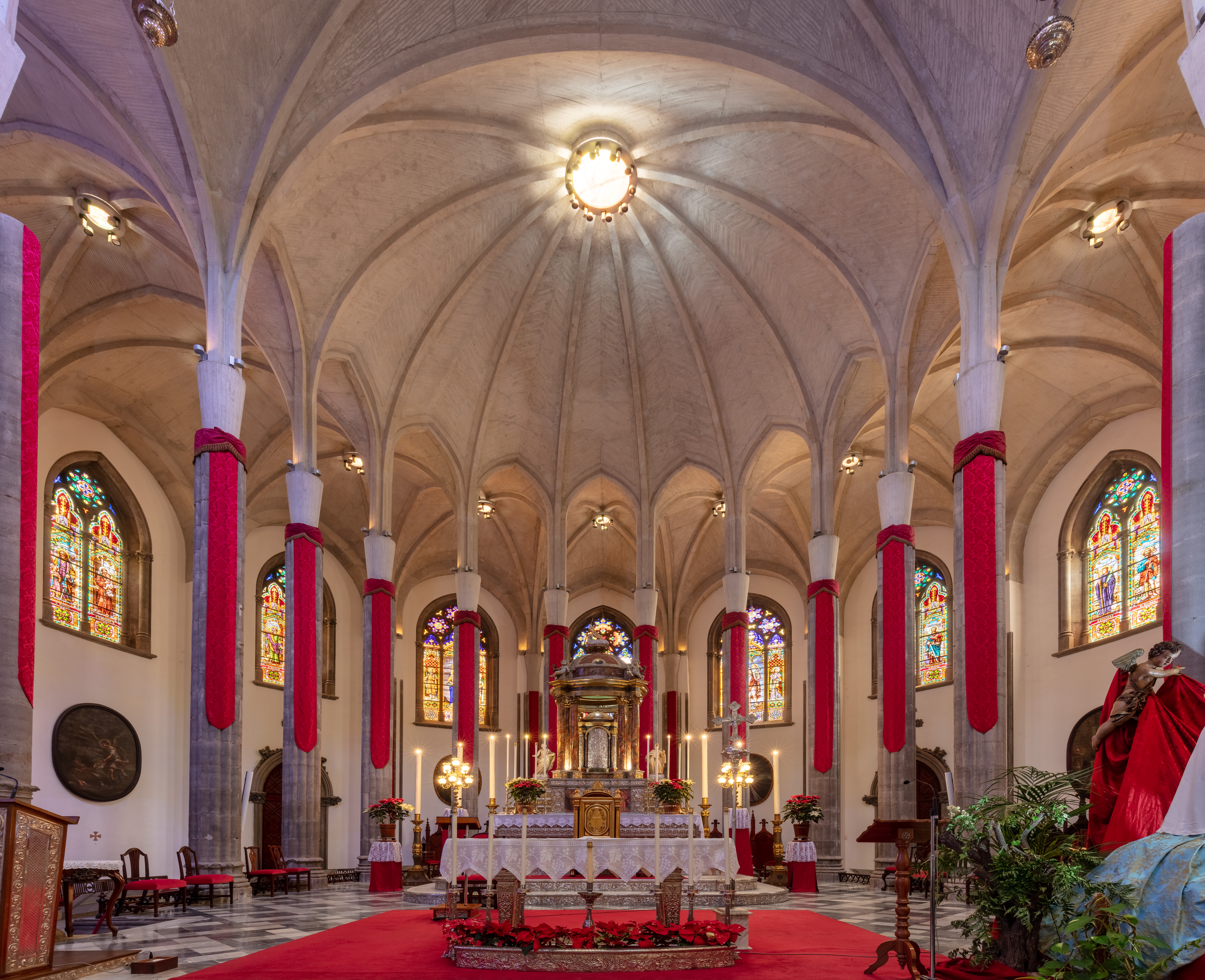
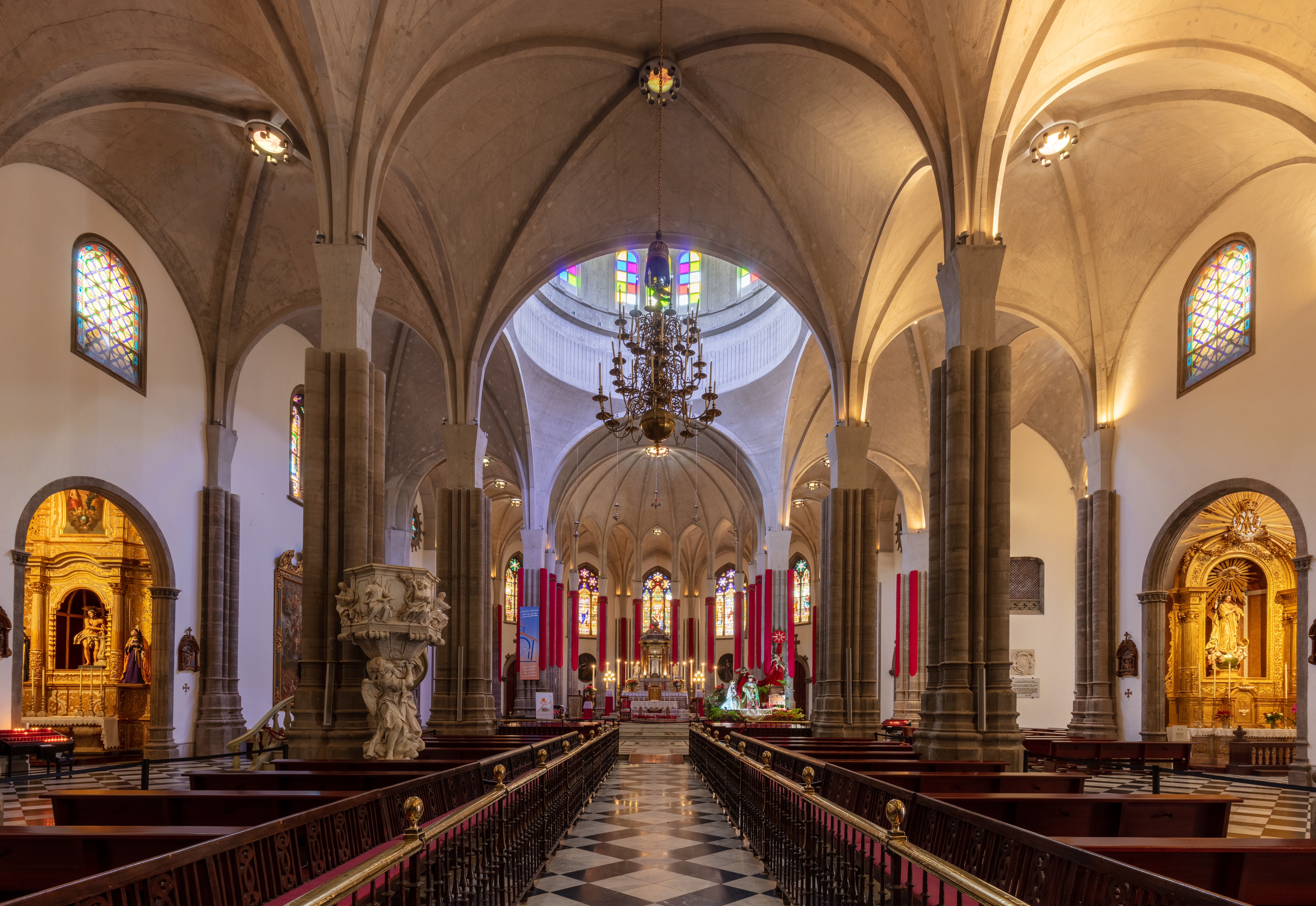

Autres
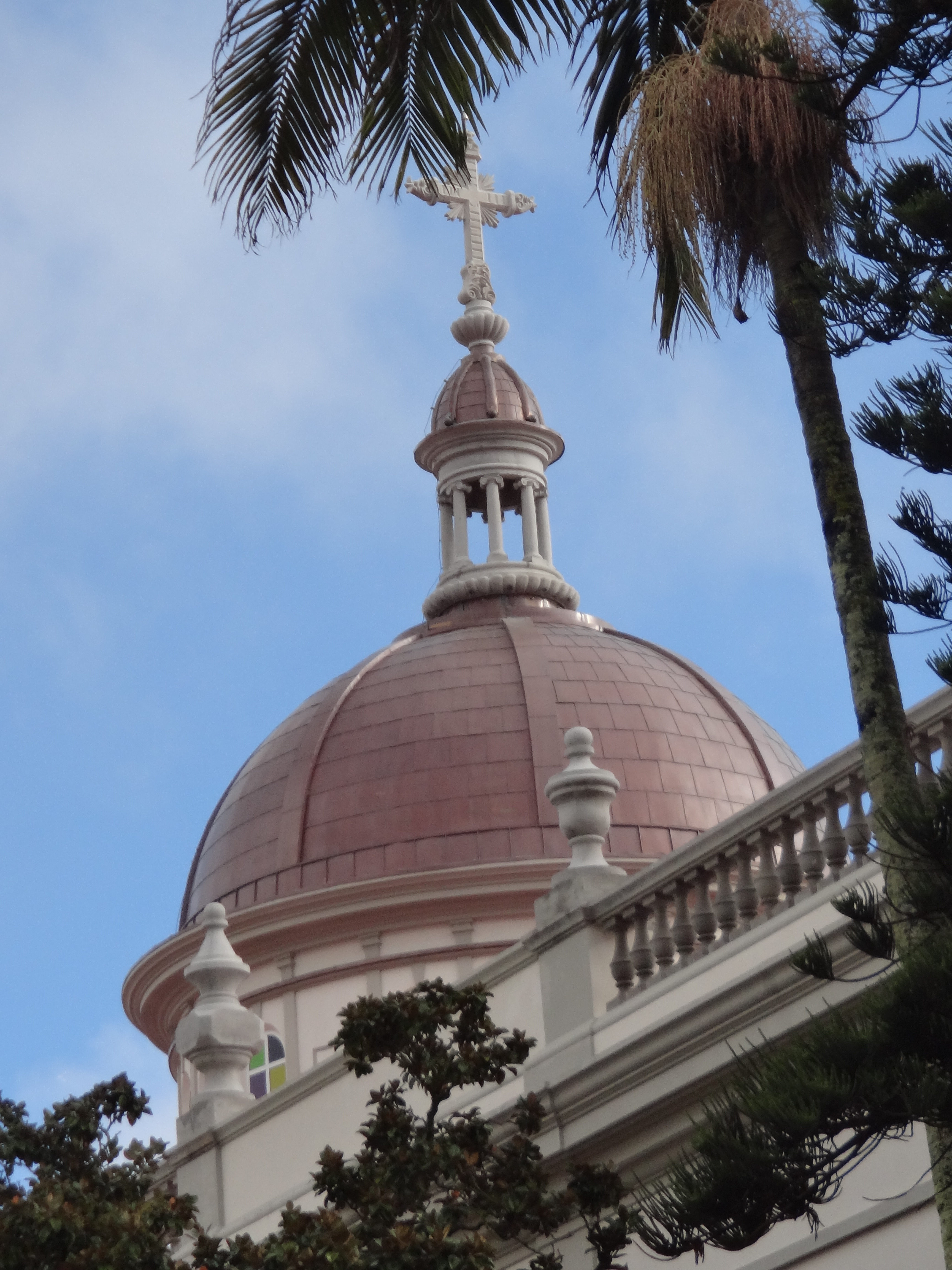
Dôme de la cathédrale.
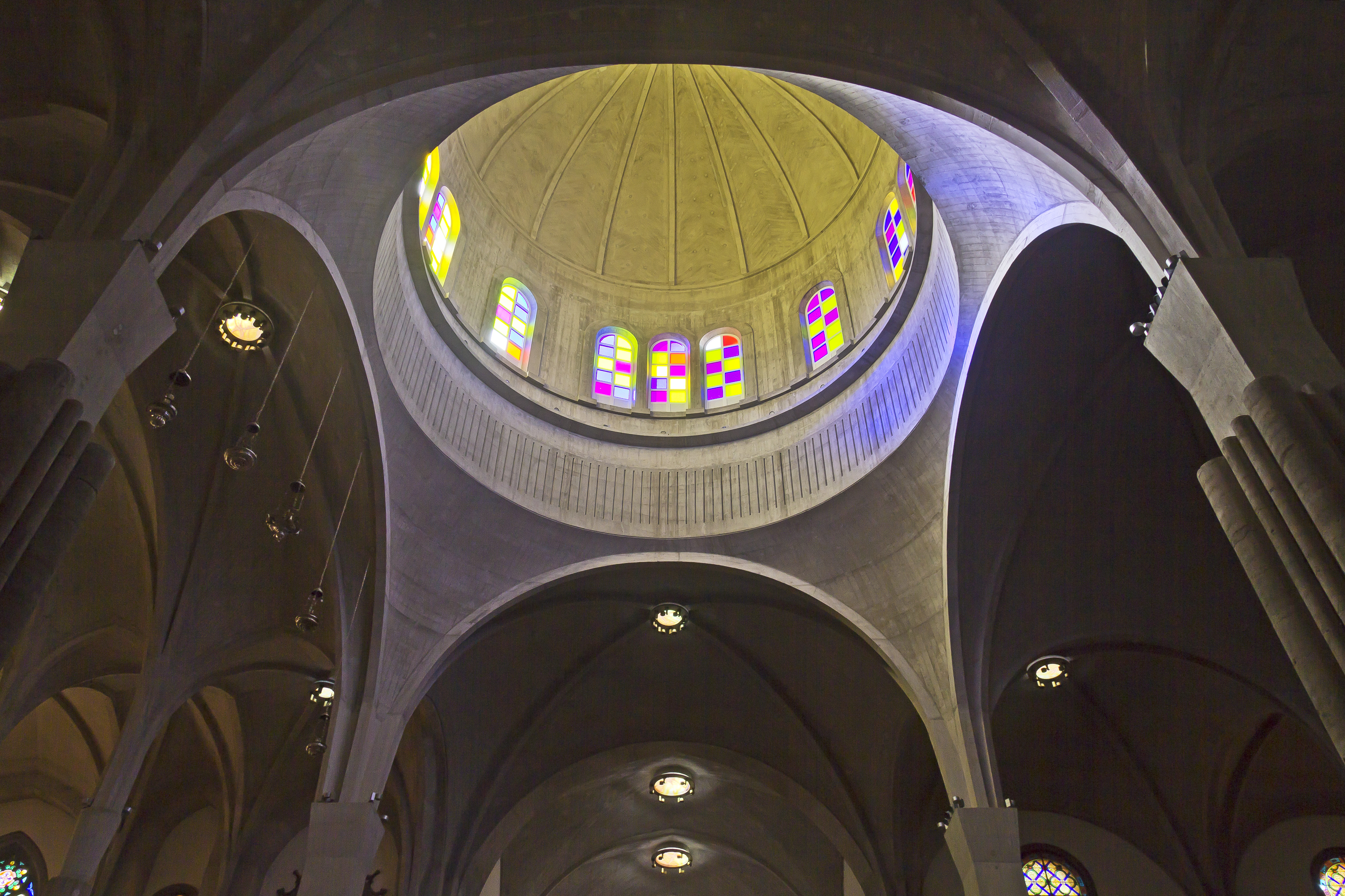
Dôme vue de l'intérieur.
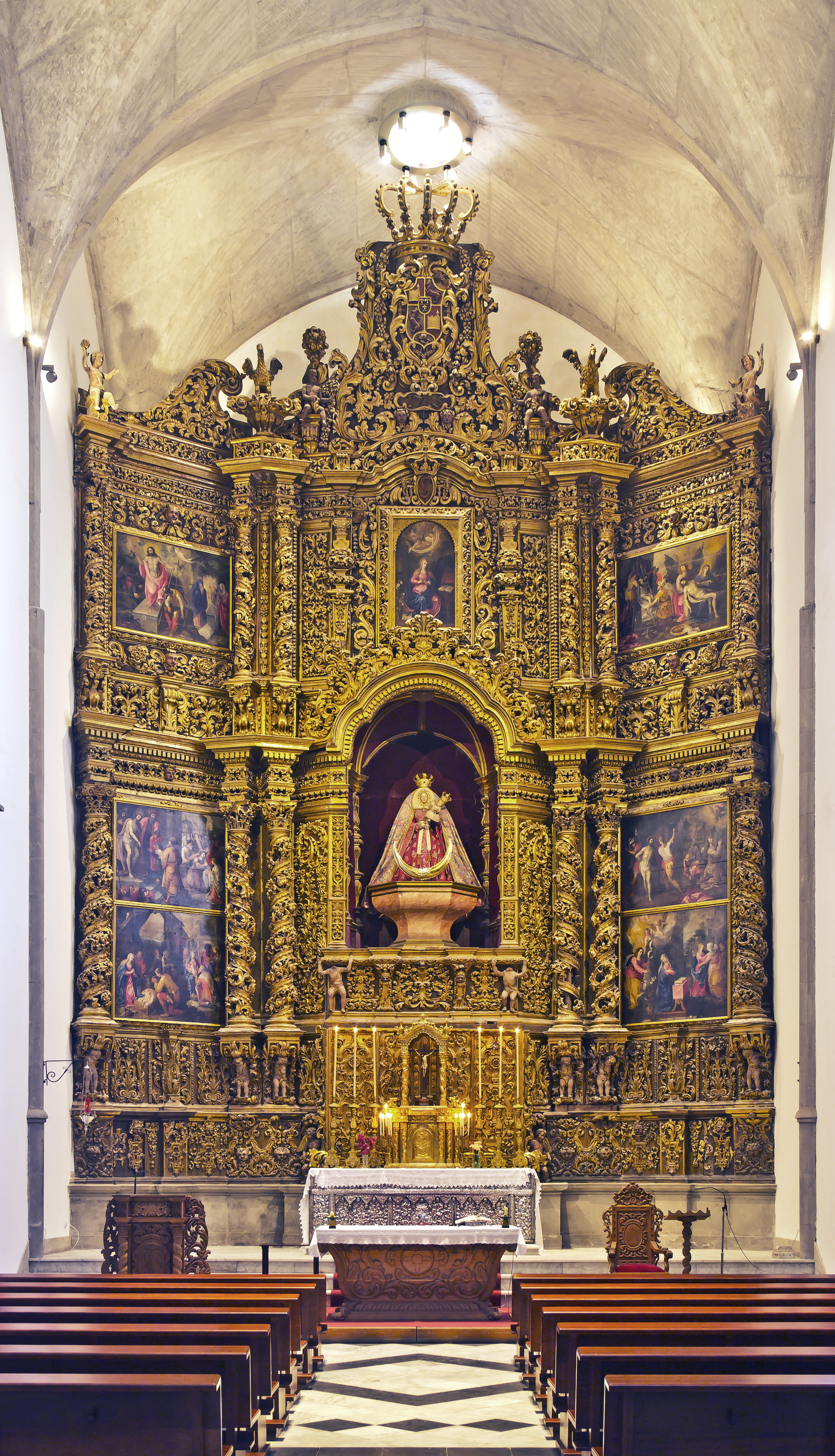
Autel baroque de Notre-Dame des Remèdes.
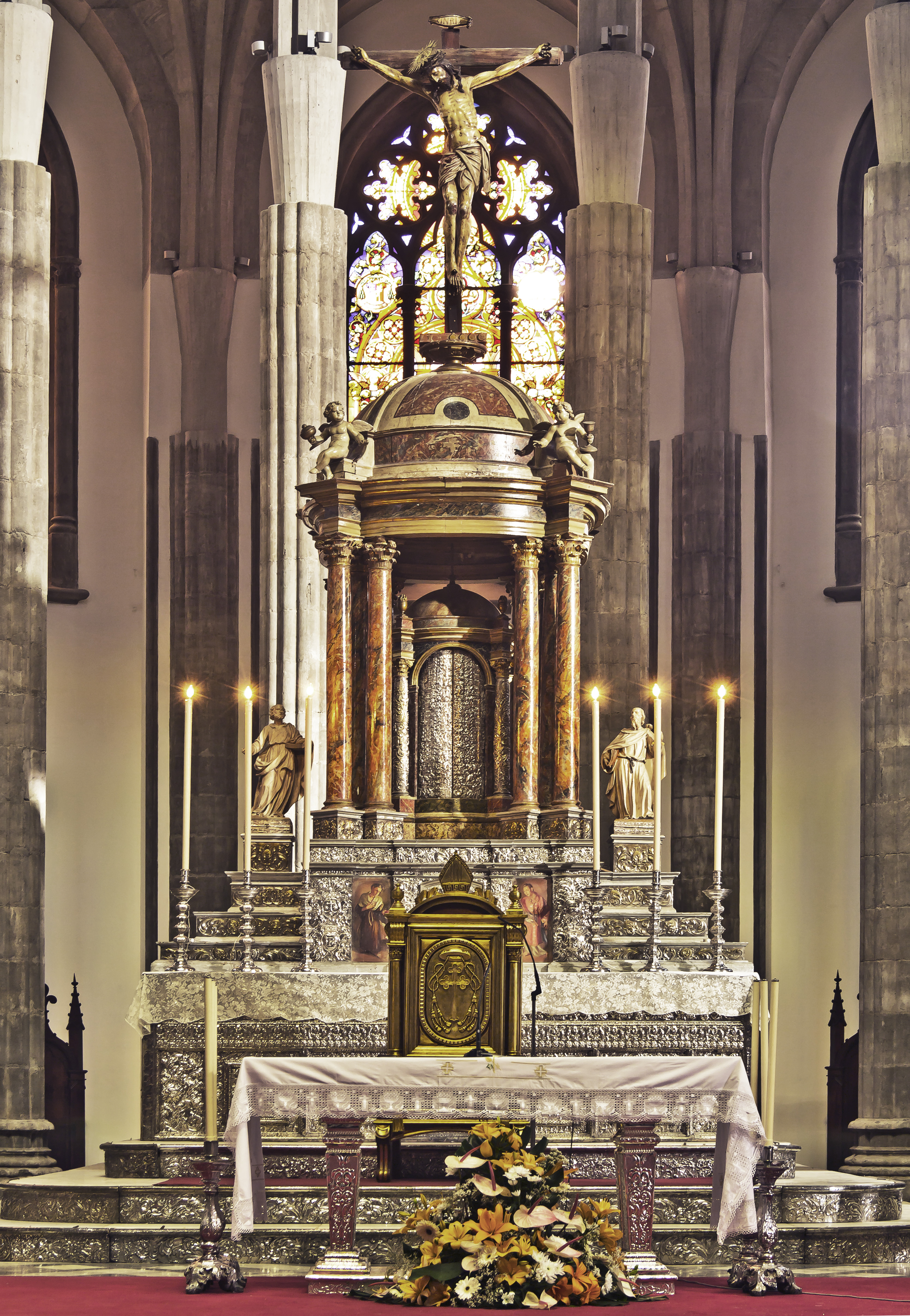
Tabernacle du maître-autel.
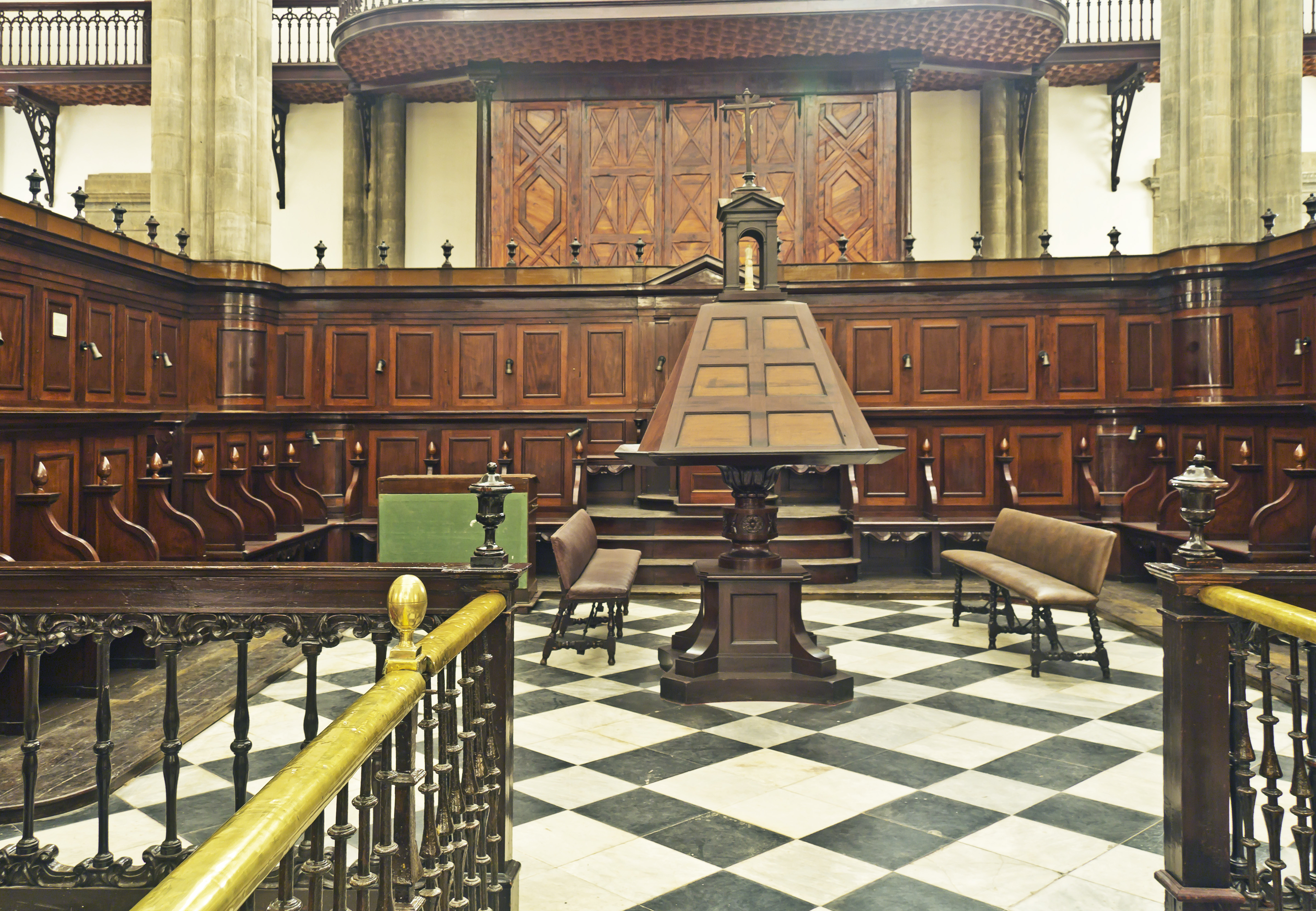
Chorale.
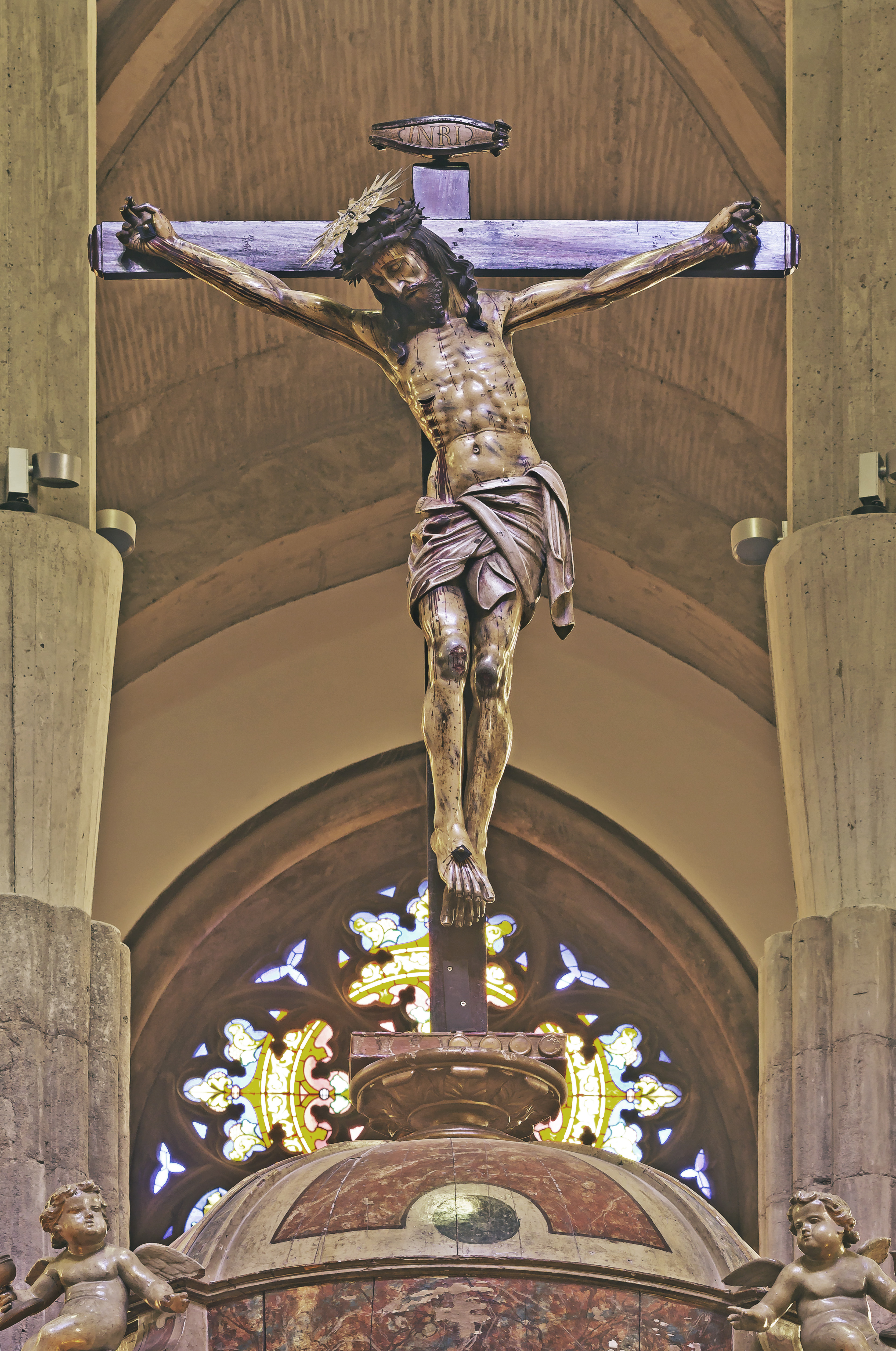
Christ des Remèdes.
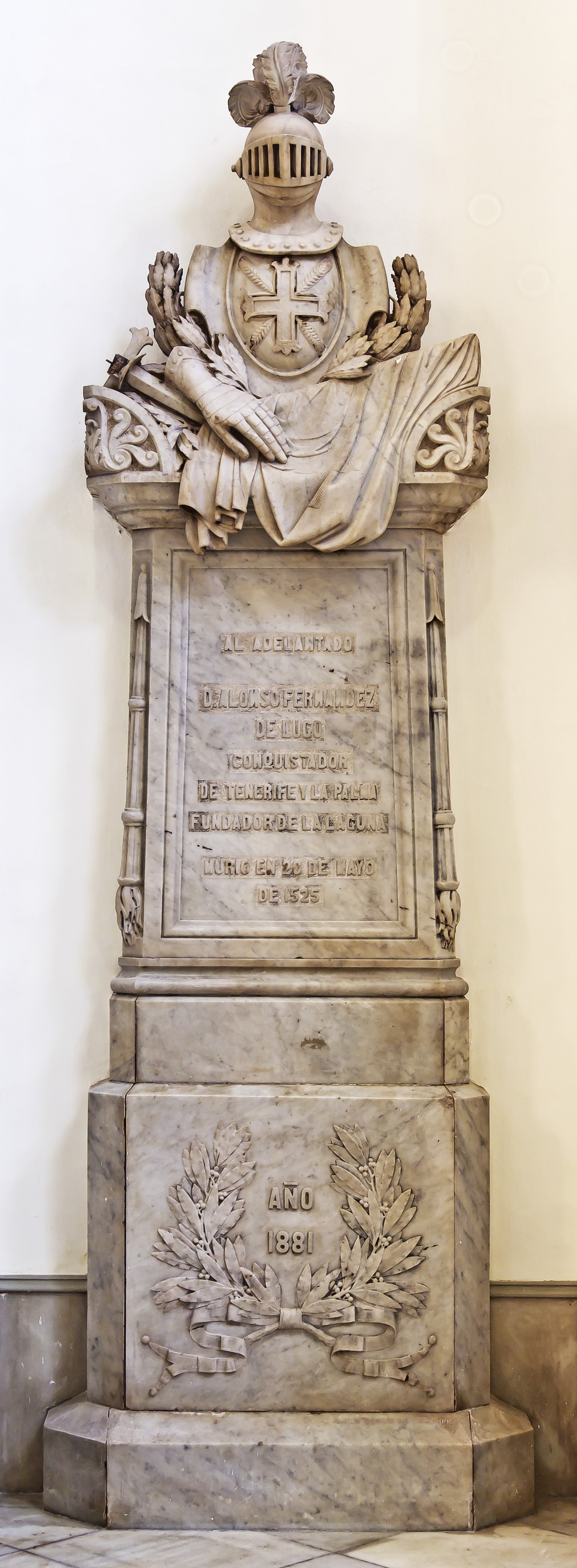
Tombeau du conquérant Alonso Fernández de Lugo.